# IC 292
IC 292 — галактика типу Sd () у сузір'ї Персей.
Цей об'єкт міститься в оригінальній редакції індексного каталогу.